# Geleitzug PQ 17
Der Geleitzug PQ 17 war ein alliierter Nordmeergeleitzug, der im Juli 1942 Nachschub für die Rote Armee von Island durch das Nordmeer nach Murmansk transportieren sollte. Wegen einer möglichen Bedrohung durch schwere deutsche Kriegsschiffe, die im Rahmen des Unternehmens Rösselsprung ausgelaufen waren, wurde das Geleit aufgelöst und erlitt in der Folge schwerere Verluste als jeder andere Nordmeergeleitzug.

## Aufstellung, Entdeckung

### Aufstellung und Zusammensetzung

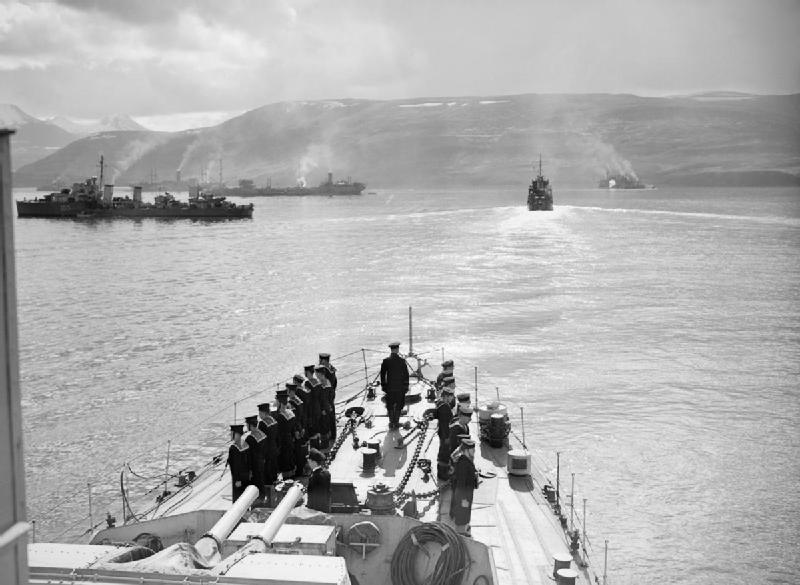
Schiffe des Konvois PQ 17 sammeln sich im Mai 1942 im Hvalfjörður in Island

Der britische Geleitzug PQ 17 lief unter der Führung seines Konvoikommodores, Captain John (Jack) Dowding, am 27. Juni von der Bucht Hvalfjörður bei Reykjavík (64° 13′ 48″ N, 22° 2′ 24″ W) mit Bestimmungsort Murmansk (69° 5′ N, 33° 23′ O) aus. Er umfasste 35 Handelsschiffe und war damit der bisher größte alliierte Konvoi überhaupt. Wegen der Gefahr, die von schweren deutschen Seestreitkräften ausging, war er entsprechend gut gesichert. Den Schutz der Frachter gewährleistete die „First Escort Group“ unter Commander Browne, dem vier Zerstörer und zehn Korvetten (davon einige umgerüstete Fischdampfer) unterstanden. Die „First Cruiser Squadron“, mit den Kreuzern London, Norfolk, Wichita, Tuscaloosa und vier Zerstörern unter Konteradmiral Hamilton fuhr als Nahsicherung gegen mögliche Überwasserangriffe in der Nähe des Geleits.
Die Fernsicherung bis zum Passieren des Nordkaps oblag einem Verband der Home Fleet unter Admiral John Tovey mit den Schlachtschiffen Duke of York und Washington, dem Flugzeugträger Victorious, den Kreuzern Cumberland, Nigeria, Manchester und 14 Zerstörern.

### Eingesetzte Handelsschiffe

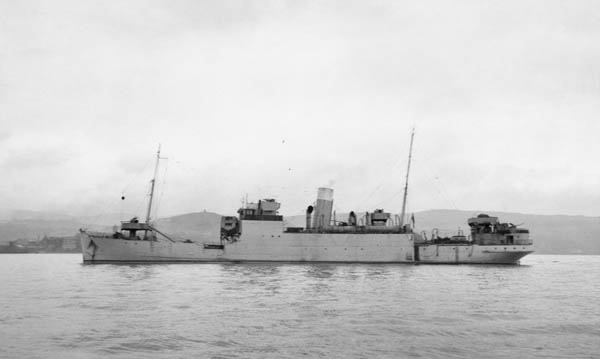
Die Rathlin fungierte als Rettungsschiff
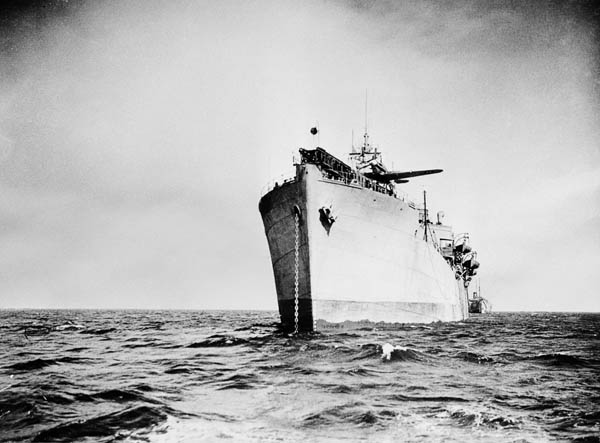
Die Empire Tide, hier ausgerüstet mit einem Katapultflugzeug
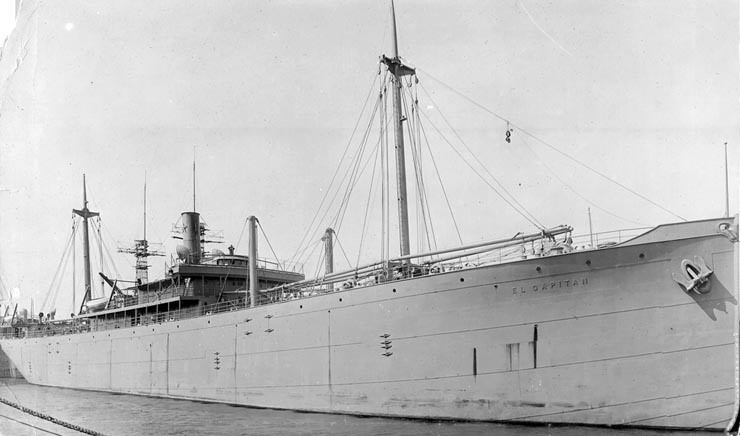
Die El Capitan

| Name                | Typ      | Flagge                 | Vermessung in BRT | Verbleib                                                                                         |
| ------------------- | -------- | ---------------------- | ----------------- | ------------------------------------------------------------------------------------------------ |
| Alcoa Ranger        | Frachter | Vereinigte Staaten     | 5116              | durch U 255 versenkt (71° 37′ 48″ N, 49° 34′ 48″ O)                                              |
| Aldersdale          | Tanker   | Vereinigtes Königreich | 8402              | durch Flugzeuge des KG 30 beschädigt und durch U 457 versenkt (75° 0′ 0″ N, 45° 0′ 0″ O)         |
| Aserbaidschan       | Tanker   | Sowjetunion            | 6114              | durch Luftangriffe beschädigt, Archangelsk erreicht                                              |
| Bellingham          | Frachter | Vereinigte Staaten     | 5345              | durch U-Bootangriff beschädigt, Archangelsk erreicht                                             |
| Ben Harrison        | Frachter | Vereinigte Staaten     | 7200              | Archangelsk erreicht                                                                             |
| Bolton Castle       | Frachter | Vereinigtes Königreich | 5303              | durch Flugzeuge des KG 30 versenkt                                                               |
| Carlton             | Frachter | Vereinigte Staaten     | 5127              | durch U 88 versenkt (72° 30′ 0″ N, 24° 21′ 0″ O)                                                 |
| Christopher Newport | Frachter | Vereinigte Staaten     | 7197              | durch U 457 versenkt (75° 48′ 36″ N, 24° 15′ 0″ O)                                               |
| Daniel Morgan       | Frachter | Vereinigte Staaten     | 7200              | durch U 88 versenkt (75° 7′ 48″ N, 45° 6′ 0″ O)                                                  |
| Donbass             | Tanker   | Sowjetunion            | 7925              | Archangelsk erreicht                                                                             |
| Earlston            | Frachter | Vereinigtes Königreich | 7195              | durch Flugzeuge des KG 30 beschädigt und durch U 334 versenkt (74° 54′ 0″ N, 37° 39′ 36″ O)      |
| El Capitan          | Frachter | Panama                 | 5216              | durch Flugzeuge der II./KG 30 beschädigt und durch U 251 versenkt (70° 9′ 36″ N, 41° 39′ 36″ O)  |
| Empire Byron        | Frachter | Vereinigtes Königreich | 6645              | durch Flugzeuge des KG 30 beschädigt und durch U 703 versenkt (76° 18′ 0″ N, 33° 30′ 0″ O)       |
| Empire Tide         | Frachter | Vereinigtes Königreich | 6978              | Archangelsk erreicht                                                                             |
| Exfort              | Frachter | Vereinigte Staaten     | 4969              | Kollision mit Eisberg und Rückkehr nach Island                                                   |
| Fairfield City      | Frachter | Vereinigte Staaten     | 5686              | durch Flugzeuge des KG 30 versenkt                                                               |
| Hartlebury          | Frachter | Vereinigtes Königreich | 5082              | durch U 355 versenkt (72° 30′ 0″ N, 52° 0′ 0″ O)                                                 |
| Honomu              | Frachter | Vereinigte Staaten     | 6977              | durch U 456 versenkt                                                                             |
| Hoosier             | Frachter | Vereinigte Staaten     | 5060              | durch Flugzeuge der II./KG 30 beschädigt und durch U 376 versenkt (69° 24′ 36″ N, 38° 34′ 48″ O) |
| Ironclad            | Frachter | Vereinigte Staaten     | 5685              | Archangelsk erreicht                                                                             |
| John Witherspoon    | Frachter | Vereinigte Staaten     | 7199              | durch U 255 versenkt (72° 4′ 48″ N, 40° 30′ 0″ O)                                                |
| Navarino            | Frachter | Vereinigtes Königreich | 4841              | durch Flugzeuge der I./KG 26 versenkt                                                            |
| Ocean Freedom       | Frachter | Vereinigtes Königreich | ?                 | Archangelsk erreicht                                                                             |
| Olopana             | Frachter | Vereinigte Staaten     | 6069              | durch U 255 versenkt (72° 9′ 36″ N, 51° 0′ 0″ O)                                                 |
| Pan Atlantic        | Frachter | Vereinigte Staaten     | 5411              | durch Flugzeuge des KG 30 versenkt                                                               |
| Pan Kraft           | Frachter | Vereinigte Staaten     | 5644              | durch Flugzeuge des KG 30 versenkt                                                               |
| Paulus Potter       | Frachter | Niederlande            | 7169              | durch Flugzeuge des KG 30 beschädigt und durch U 255 versenkt                                    |
| Peter Kerr          | Frachter | Vereinigte Staaten     | 6476              | durch Flugzeuge des KG 30 versenkt                                                               |
| Richard Bland       | Frachter | Vereinigte Staaten     | ?                 | nach Grundberührung Rückkehr nach Island                                                         |
| River Afton         | Frachter | Vereinigtes Königreich | 5479              | durch U 703 versenkt (75° 57′ 0″ N, 43° 0′ 0″ O)                                                 |
| Samuel Chase        | Frachter | Vereinigte Staaten     | ?                 | Archangelsk erreicht                                                                             |
| Silver Sword        | Frachter | Vereinigte Staaten     | ?                 | Archangelsk erreicht                                                                             |
| Troubadour          | Frachter | Panama                 | 6458              | Archangelsk erreicht                                                                             |
| Washington          | Frachter | Vereinigte Staaten     | 5564              | durch Flugzeuge des KG 30 versenkt                                                               |
| William Hooper      | Frachter | Vereinigte Staaten     | 7177              | durch Flugzeuge der I./KG 26 beschädigt und durch U 334 versenkt (75° 54′ 36″ N, 27° 13′ 48″ O)  |
| Winston-Salem       | Frachter | Vereinigte Staaten     | 6223              | Archangelsk erreicht                                                                             |

### Entdeckung und Angriff
Das Auslaufen des Konvois wurde der deutschen Seekriegsleitung durch deutsche Agenten frühzeitig gemeldet und am 1. Juli wurde der Geleitzug von einem deutschen Fernaufklärer überflogen. Ein U-Boot entdeckte den Verband dann 60 Seemeilen östlich von Jan Mayen. Am 2. Juli begannen deutsche Sturz- und Torpedobomber des Kampfgeschwaders 30, der I./Kampfgeschwader 26 und der jeweils 1. Staffel der Küstenfliegergruppen 406 und 906 von ihren Basen in Bardufoss (69° 3′ 21″ N, 18° 32′ 25″ O) und Banak (70° 4′ 0″ N, 24° 58′ 26″ O) den Verband anzugreifen. Insgesamt standen 130 Junkers Ju 88, 43 Heinkel He 111 und 29 Heinkel He 115 bereit. Sie setzten ihre Angriffe – wegen des arktischen Sommers nicht von Dunkelheit unterbrochen – über drei Tage fort. Die U-Boote U-251 und U-376 versuchten ebenfalls anzugreifen, wurden aber von den Sicherungsschiffen abgedrängt. Der Zielort des Geleitzuges wurde durch einen Befehl per Funkspruch geändert, es sollte nun Archangelsk (64° 37′ 48″ N, 39° 57′ 0″ O) angelaufen werden.
Das erste Schiff wurde am Morgen des 4. Juli versenkt, nachdem alle vorherigen Luftangriffe abgewehrt worden waren. Der Torpedo eines deutschen Bombers traf das Liberty-Schiff Christopher Newport mittschiffs und beschädigte es so schwer, dass es aufgegeben werden musste. 25 He 111 griffen gegen Mittag an und beschädigten vier Frachter, von denen zwei aufgegeben wurden.

## Bedrohung und Auflösung des Geleitzuges

### Unternehmen Rösselsprung
Auf deutscher Seite wurden zwei Kampfgruppen aufgestellt. Die Kampfgruppe I unter der Leitung von Admiral Otto Schniewind mit dem Schlachtschiff Tirpitz, dem Schweren Kreuzer Admiral Hipper, den Zerstörern Karl Galster, Friedrich Ihn, Hans Lody, Theodor Riedel sowie den Torpedobooten T 7 und T 15 verlegte am 2. Juli 1942 von Trondheim nach Nordnorwegen. Die Kampfgruppe II unter Vizeadmiral Oskar Kummetz mit den Schweren Kreuzern Lützow und Admiral Scheer, den Zerstörern Z 24, Z 27, Z 28, Z 29, Z 30 und Richard Beitzen fuhr am 3. Juli 1942 von Narvik bzw. der Bogenbucht zum Altafjord. Hier trafen beide Kampfgruppen zusammen und vereinigten sich mit den Zerstörern Friedrich Eckoldt und Erich Steinbrinck zu einem Verband. Auf dem Marsch hatten der Schwere Kreuzer Lützow und die Zerstörer Karl Galster, Hans Lody und Theodor Riedel Grundberührungen und fielen aus.
Das Auslaufen der deutschen Schiffe wurde dem Sicherungsverband des Geleitzuges am Morgen des 4. Juli per Funk von der britischen Admiralität mitgeteilt, nachdem die Luftaufnahmen von Aufklärern sie nicht mehr an ihren Ankerplätzen bei Trondheim zeigten.

### Auflösung des Geleitzuges

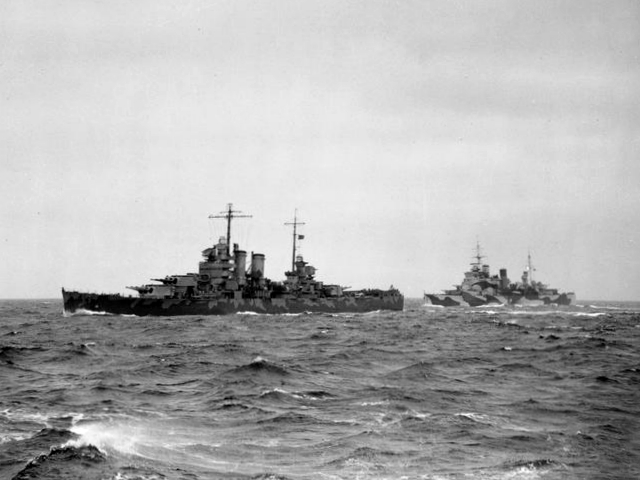
Kreuzer HMS London (re.) und USSWichita (li.), Teil der ursprünglichen Sicherung des Geleitzuges PQ 17

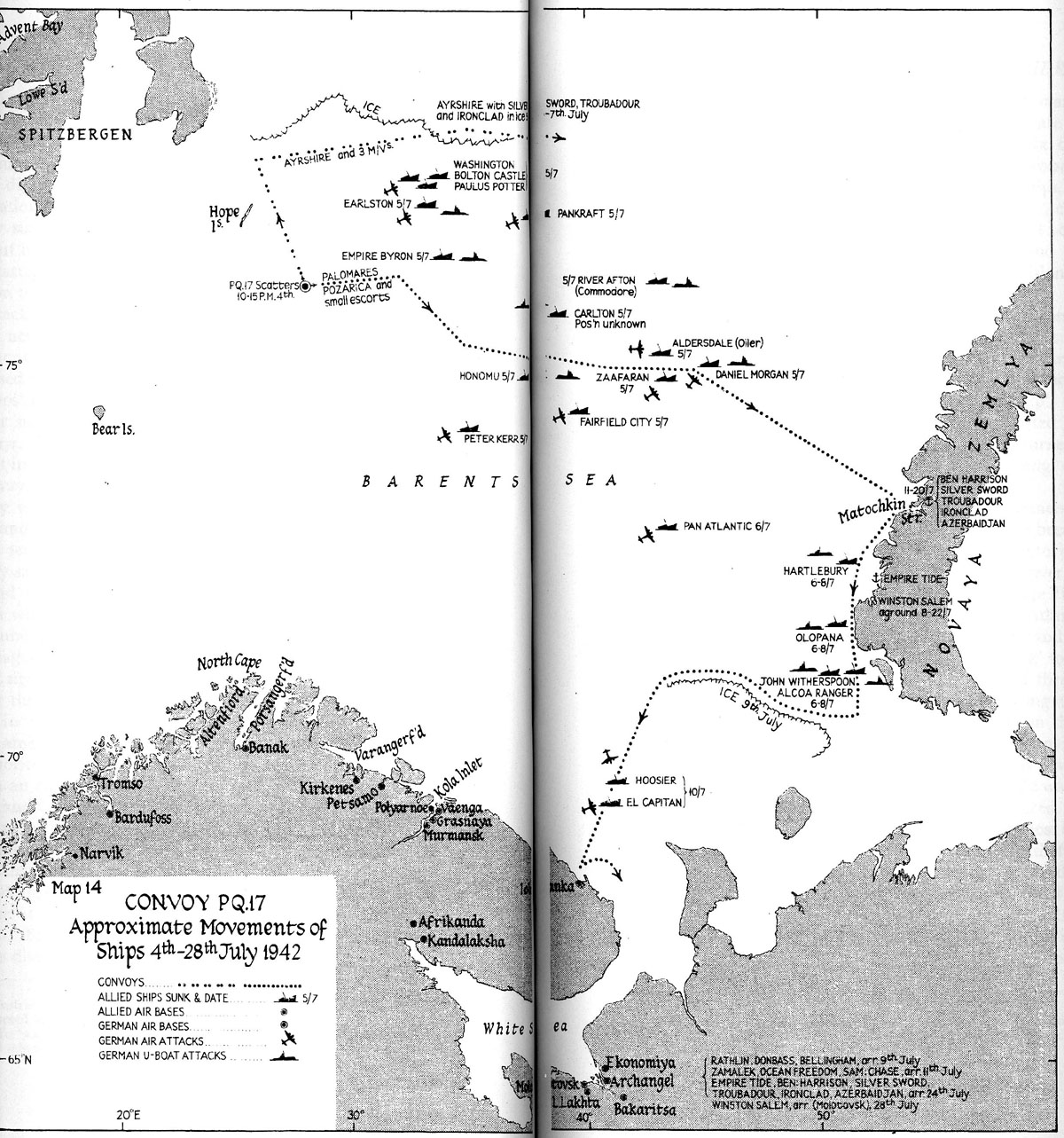
Karte mit Kursen und Versenkungspositionen der Schiffe des aufgelösten Geleitzugs PQ 17

Am Abend des 4. Juli entschied Flottenadmiral Dudley Pound, Erster Seelord der britischen Admiralität, dass die Bedrohung des Verbandes durch die deutschen Kriegsschiffe nun akut wurde, und befahl den begleitenden Kreuzern der Nahsicherung von Konteradmiral Hamilton die Flucht und die Auflösung des Geleits: „Kreuzerverband mit Höchstfahrt nach Westen ablaufen.“ und wenig später: „Da Angriff von feindlichen Überwasserstreitkräften droht, Konvoi auflösen und Kurs auf russische Häfen nehmen“.

### Abbruch des Unternehmens Rösselsprung
Am 5. Juli meldeten sowohl die deutsche Luftaufklärung als auch U-Boote die Auflösung des Konvois PQ 17 und das Ablaufen der britischen Sicherungsschiffe nach Westen. Daraufhin gingen die Tirpitz (Kommandant: Kapitän zur See Karl Topp), die Admiral Hipper (Kommandant: Kapitän zur See Wilhelm Meisel), die Admiral Scheer (Kommandant: Kapitän zur See Wilhelm Meendsen-Bohlken), sieben Zerstörer und zwei Torpedoboote in See. Vor Ingöy versuchte das sowjetische U-Boot K-21 einen erfolglosen Angriff auf die Tirpitz. Ein Catalina-Flugboot der Royal-Air-Force-Squadron 210 und das britische U-Boot Unshaken sichteten und meldeten den deutschen Flottenverband. Das Oberkommando der Marine entschied den Abbruch des geplanten Angriffs, da man in Übereinstimmung mit einem Befehl Hitlers kein Risiko – insbesondere für die Tirpitz – eingehen wollte. Den direkten Angriff auf den Konvoi PQ 17 sollten U-Boote und Flugzeuge übernehmen. Am Abend des 5. Juli erhielt der deutsche Flottenverband von der Seekriegsleitung den Befehl, von einer weiteren Verfolgung der Schiffe des Konvois abzulassen und sich im Kåfjord zu sammeln. Damit war das Unternehmen Rösselsprung beendet. Keines der deutschen Schiffe, die für die Operation abgestellt waren, kam je in Sichtweite des Geleits oder seiner Schiffe.

## Nachspiel
Die Auflösung des Geleitzuges und der Abzug des überwiegenden Teils der Sicherungsschiffe hatte verheerende Folgen: Die nun einzeln fahrenden Handelsschiffe waren nicht mehr durch Eskorten vor U-Booten geschützt und konnten das Feuer ihrer eigenen Flugabwehrwaffen nicht mehr mit dem des gesamten Geleitzugs auf die angreifenden Flugzeuge vereinen. Fünf Tage lang wurden die Dampfer von Flugzeugen der Luftflotte 5 (Gen.-Oberst Hans-Jürgen Stumpff) und U-Booten der Gruppe „Eisteufel“ angegriffen.
Die wenigen leichten Sicherungsschiffe des Geleitzuges, die ebenfalls Archangelsk anlaufen sollten, konnten die großen Distanzen zwischen den Handelsschiffen nicht rechtzeitig überwinden, um die Angriffe abzuwehren und wurden weiterhin durch Funksprüche der Admiralität verwirrt, die den Angriff eines deutschen Flottenverbandes immer nachdrücklicher ankündigten. So funkte die Admiralität am 6. Juli um 1 Uhr morgens an die Sicherungsschiffe:

„Der Angriff der feindlichen Überwasserstreitkräfte erfolgt wahrscheinlich in den allernächsten Stunden. Ihre erste Pflicht ist es, zu vermeiden, dass Ihr Schiff vernichtet wird, damit Sie an den Ort des Angriffs zurückkehren und die Überlebenden aufnehmen können, nachdem der Feind sich zurückgezogen hat.“

Die Frachter versuchten auf eigene Faust – meist auf Kurs Nord-Ost entlang der Packeisgrenze und möglichst weit entfernt von den deutschen Luftwaffenbasen – die Küste von Nowaja Semlja zu erreichen, um dann auf Südkurs nach Archangelsk zu gelangen.
Von 35 Handelsschiffen kehrten zwei kurz nach dem Auslaufen – eines wegen Maschinenschaden und eines wegen Kollisionsschaden mit Eisschollen – um. Von den übrigen 33 Schiffen wurden insgesamt 22 Frachtschiffe (15 US-amerikanische, sechs britische und ein niederländisches) versenkt. Außerdem gingen ein Marinetanker und ein Rettungsschiff verloren. Acht Schiffe fielen Luftangriffen zum Opfer, die übrigen wurden von U-Booten versenkt. Mit den Frachtern sanken 210 Flugzeuge, 430 Panzer, 3350 Lkw und fast 100.000 Tonnen Ersatzteile, Munition und Verpflegung. Nur elf Frachtschiffe des PQ 17 erreichten Murmansk und Archangelsk. 153 Seeleute der Handelsmarine starben. Die Luftflotte 5 verlor fünf ihrer Flugzeuge.

### Sowjetische Reaktion
Am 23. Juli 1942 schrieb Stalin an Churchill:

„Der Befehl der britischen Admiralität an den Geleitschutz von P.Q. 17, die Frachtschiffe im Stich zu lassen und nach England zurückzukehren, und an die Frachtschiffe, sich zu zerstreuen und einzeln ohne Geleitschutz zu den sowjetischen Häfen durchzuschlagen, ist nach Ansicht unserer Experten verwirrend und unerklärlich. Selbstverständlich bin ich nicht der Meinung, daß regelmäßige Transporte nach den nördlichen sowjetischen Häfen ohne Risiko und Verluste möglich sind. Aber schließlich kann in Kriegszeiten keine größere Aufgabe ohne Risiko und Verluste durchgeführt werden. Sie wissen zweifellos, daß die Sowjetunion weit mehr Verluste erleidet. Wie dem auch sei, ich hätte niemals geglaubt, daß uns die Regierung Großbritanniens die Lieferung von Kriegsmaterial gerade jetzt verweigern würde, da die Sowjetunion es angesichts der ernsten Lage an der sowjetisch-deutschen Front besonders dringend benötigt.“

Der Volkskommissar für die Marine Nikolai Gerassimowitsch Kusnezow berichtete, dass Stalin ihn fragte, ob eine Notwendigkeit bestand, den Geleitzug ohne Schutz zu lassen. Kusnezow verneinte dies und war der Meinung, dass einige militärische Führer der Westmächte der Sowjetunion nur ungern helfen würden und dafür ihre großen Schiffe nicht aufs Spiel setzen würden.

## Rezeption
Das Geschehen um den Geleitzug wurde vom sowjetischen Schriftsteller Walentin Pikul im Roman Requiem für Geleitzug PQ 17 (russisch Реквием каравану PQ-17 Rekwijem karawanu PQ-17) verarbeitet (geschrieben 1969–1973). Der Roman diente als Vorlage für die achtteilige russische Fernsehserie Konvoy PQ-17 von Alexander Kott, welche 2004 im russischen Telekanal Rossija erstausgestrahlt wurde.

## Belege und Verweise